# Couvent des Cellites en Volière
Le couvent des Cellites en Volière ou plus souvent La Volière était un couvent des frères Cellites, appelés aussi Alexiens ou Lollards, construit au début du XVIe siècle rue Volière à Liège. La Volière devint un asile public pour malades mentaux au début du XXe siècle, jusqu'en 1958. Rénovés en 2010, les bâtiments du couvent sont devenus des habitations privées.

## Histoire

### Des croisades aux malades mentaux
L'ordre des Alexiens ou Cellites, appelé aussi les Lollards, sous la règle de saint Augustin, au XVe siècle, devait primitivement apporter des soins aux victimes des croisades, et plus tard, à celles des épidémies, notamment de la peste. Ils procédaient aussi à leurs funérailles. La peste disparue, les Cellites gardèrent le quasi-monopole d'ensevelir les morts. Par après, comme à Liège, ils continuèrent à s'occuper des malades mentaux. Probablement pour des raisons financières, ils hébergèrent les névropathes, les faibles d'esprit et les épileptiques. Ces derniers étaient exclus comme les lépreux et ou les pestiférés. Les Cellites voyaient là une continuité de leur mission.

### Premières installations
La présence des Cellites est attestée à Liège est attestée dès 1455, mais le premier chapitre général n'a lieu à Liège qu'en 1468.
Il semble que ces religieux, originaires de Hasselt, sont rappelés à Liège en 1467. Ils s'établissent alors dans la rue de Condelistrée, aujourd'hui rue Sœurs-de-Hasque. Ils vont ensuite, dès 1493 occuper le couvent des Bons-Enfants derrière Saint-Hubert par les suites d'un échange fait avec les Sœurs de Hasque qui les remplacèrent dans la maison qu'ils abandonnaient. En 1496, ils vendirent le couvent des Bons-Enfants aux Sépulchrines et certains retournèrent à Hasselt. En 1493, ils vont s'éloigner à Huy pour revenir en 1519 lors de l'épidémie de peste, rappelés par Érard de La Marck et ils s'établissent à leur retour à l'hôpital Pasquea sur la place Saint-Séverin. Ils se rendirent quasi indispensables, et furent rapidement logés par la cité qui leur consentit une rente inaliénable et leur assura sa protection ainsi que le maintien des privilèges accordés par la papauté avec l'accord d'Érard de La Marck, (1505-1538) et du chapitre cathédral,.

### Installation en Volière àLa Licorne
En 1519, la cité achète un fonds en Vollier pour permettre aux Cellites d'y construire un couvent. La Licorne tient son nom de l'un de ses propriétaires qui, au XVe siècle, possédait une maison de commerce à l'enseigne de la Licorne, en Neuvice : par association, le nom resta à l'important asile d'aliénés que dirigèrent les Cellites qui s'installent en Vollier, Montagne Sainte Walburge, en juillet 1520. Le bâtiment principal, à l'enseigne de la licorne est rénové en 1527, et dès 1530 ils achètent les maisons voisines.

### Construction de l'église Saint-Roch
L'église est achevée en 1558. Les Cellites rénovent la chapelle Saint-Roch, et le couvent a son propre cimetière. Ils participent en 1529 à l'installation de l'archiconfrérie de Saint-Roch dans la cité, approuvée en 1579 par le prince-évêque Gérard de Groesbeek.
La peste réapparait en 1634 et devant l'afflux des morts, les Cellites se rendent à nouveau indispensables.
La chapelle est encore une fois rénovée et on y installe des reliques de saint Roch en 1682 et celles de saint Alexis en 1685.

### Révolution française
Le départ des derniers Cellites pour Maastricht, où ils sont établis depuis 1360 est attesté dès 1793. Un asile privé dit la Volière est en fonction dès 1794.
Les périodes révolutionnaires vont remplacer l'hospice privé du XVIIe siècle par un hospice civil, accueillant un nombre toujours plus grand de malades dans des bâtiments vétustes, pourtant maintenus en fonction jusqu'en 1958.

## Affectations récentes
Hôpital pour aliénés jusqu'en 1958, puis annexe du nouvel hôpital psychiatrique de la Volière construit en 1958 à l’emplacement de l’ancien couvent des Capucins jusqu'en 1980, le bâtiment désaffecté est acquis en 1992 par le Fonds du logement des familles nombreuses de Wallonie, pour y installer des logements. Le site a fait l’objet d’une campagne de fouilles par le Service de l’Archéologie de la province de Liège dans le cadre des études préalables à la restauration de l’ancien couvent, parallèlement à la procédure de certificat de Patrimoine. Quinze logements et des espaces bureaux sont aménagés en 2010.